# Liberty Township (comté de Stoddard, Missouri)
Pour les articles homonymes, voir Liberty Township.
Liberty Township est un township, situé dans le comté de Stoddard, dans le Missouri, aux États-Unis,.
Le township est fondé en 1835.

### Source de la traduction
- (en) Cet article est partiellement ou en totalité issu de l’article de Wikipédia en anglais intitulé « Liberty Township, Stoddard County, Missouri » (voir la liste des auteurs).